# Mister Hyde (Marvel Comics)
Mister Hyde, il cui vero nome è Calvin Zabo, è un personaggio dei fumetti, creato da Stan Lee (testi) e Don Heck (disegni), pubblicato dalla Marvel Comics. La sua prima apparizione avviene in Journey into Mystery (vol. 1) n. 99 (dicembre 1963).
Ispirato all'omonimo personaggio letterario di Robert Louis Stevenson in Lo strano caso del dottor Jekyll e del signor Hyde, se ne differenzia poiché privo di una doppia personalità: all'inizio è un supercriminale  ma poi diventa un antieroe.

## Biografia del personaggio

### Origini
Nato a Trenton, New Jersey, Calvin Zabo diviene un brillante, seppur moralmente abietto, ricercatore medico particolarmente affascinato dagli effetti degli ormoni sulla fisiologia umana. Convintosi che l'esperimento descritto nel suo libro preferito, Lo strano caso del dottor Jekyll e del signor Hyde, sia realmente fattibile, per ottenere i fondi necessari alla sperimentazione Zabo deruba uno dopo l'altro tutti i suoi datori di lavoro e, sebbene sia troppo intelligente per essere scoperto, con il tempo l'intera comunità medica inizia a guardarlo con sospetto a causa della sua tendenza di farsi sempre assumere da associazioni che vengono sistematicamente derubate; motivo per il quale il dottor Donald Blake respinge la domanda d'assunzione di Zabo quando questi cerca lavoro presso l'ospedale di cui è primario.
Furioso e sempre più ossessionato dall'idea di rilasciare liberamente la sua natura bestiale in una forma superumana, Zabo giura vendetta e completa finalmente la sua formula tramutandosi in un gigante di due metri dotato di una forza sovrumana. Ribattezzatosi "Mister Hyde" tenta di assassinare Blake defenestrandolo ma fallisce poiché all'ultimo momento questi si trasforma in Thor.
Non realizzando la dualità di Thor/Blake, Mister Hyde rapisce il dottore mentre è a un appuntamento con Jane Foster legandolo a un ordigno e, successivamente, tenta di rubare un sottomarino. Sebbene i suoi piani vengano mandati in fumo, per una serie di circostanze fortuite, riesce comunque a fuggire.

### Mister Hyde e Cobra
Divenuto un supercriminale a tempo pieno, Hyde si allea con il contorsionista noto come Cobra al fine di vendicarsi di Thor ma, sebbene essi riescano a separarlo brevemente da Mjolnir, finiscono con l'essere sconfitti comunque. Successivamente assoldati da Loki in persona, che ne raddoppia i poteri, i due affrontano nuovamente il Dio del Tuono in una casa incantata piena di trappole dopo aver rapito Jane Foster ma falliscono nuovamente e vengono arrestati. Evasi di prigione qualche tempo dopo, sono sconfitti e re-imprigionati da Devil e, in cerca di vendetta nei suoi confronti, fuggono nuovamente alleandosi con Jester riportando però l'ennesima sconfitta. Assieme allo Scorpione affrontano poi Capitan America e Falcon, senza successo, tentato il furto del Siero di Cagliostro i due sono nuovamente arrestati e, sotto il controllo mentale dell'Uomo Porpora vengono costretti a battersi in un'arena assieme a Jester, Devil e il Gladiatore.
Il sodalizio tra i due supercriminali si scioglie nel momento in cui Cobra evade dal carcere di Riker's Island senza liberare Hyde. Offesa che quest'ultimo non ha mai dimenticato, tanto che, dopo essere stato liberato da Batroc il Saltatore con la promessa fasulla di un compenso, decide di far saltare in aria New York dirottando una petroliera consapevole che anche Cobra sarebbe stato coinvolto nel disastro. Realizzato ciò, il mercenario francese chiede l'aiuto di Capitan America in persona per sconfiggerlo. Entrato in latitanza vi riemerge in seguito per attentare nuovamente alla vita di Cobra in due differenti occasioni venendo tuttavia sconfitto dall'Uomo Ragno, la prima volta da solo e la seconda assieme alla Gatta Nera. Ha in seguito uno scontro con Devil che si conclude con un nuovo imprigionamento.

### Signori del male
Viene in seguito arruolato dal Barone Zemo nei nuovi Signori del male, coi quali rade al suolo la base dei Vendicatori, tortura il Cavaliere Nero e Edwin Jarvis riducendo in fin di vita il possente Ercole con l'aiuto di Golia e della Squadra Distruttrice. Arrestato dai Vendicatori e imprigionato nel supercarcere Vault, riesce a fuggire assieme a Titania, Vibro, Griffin e Armadillo; venendo però successivamente ricatturato assieme a tutto il gruppo da Capitan America.
Fuggito nuovamente con l'aiuto di Wizard, Hyde ha finalmente modo di regolare i conti con Cobra in un combattimento da cui, però, esce sconfitto. In seguito ad una battaglia con Hulk, riceve una concussione alla testa tale per cui la sua abilità di trasformarsi viene limitata e, mentre si trova casualmente nello stesso hotel in cui lo staff del Daily Bugle sta dando la festa di pensionamento per Robbie Robertson, Peter Parker lo attacca indossando un costume improvvisato e lo fa arrestare. Successivamente ha vari scontri con Ghost Rider venendo sconfitto dallo Sguardo di Penitenza e tenta di nuovo di assassinare Cobra alleandosi con Toxin, ma non ha successo.
Recluso nel carcere per supercriminali noto come Raft, Zabo è presente quando avviene l'evasione di massa che porta alla formazione dei Nuovi Vendicatori; in tale occasione affronta nuovamente Devil in combattimento, prima di venire messo al tappeto da Luke Cage. Nuovamente evaso, il dottor Zabo intraprende l'attività di spaccio vendendo per strada una variante della sua formula come Ormone Mutante della Crescita ma viene scoperto dai Giovani Vendicatori, sconfitto e arrestato.

### Civil War
Quando, nel corso della guerra civile dei superumani, l'Uomo Ragno rivela al mondo intero la sua vera identità, Zabo tenta di replicare i suoi superpoteri infondendo ormoni di ragno nei corpi di ragazzini senza tetto ma, durante la conseguente battaglia con l'Uomo Ragno, una delle sue cavie gli versa dell'acido cloridrico in volto, accecandolo temporaneamente. Gli effetti degli esperimenti compiuti sui ragazzi da Zabo vengono in seguito curati dal dottor Curt Connors.
Contemporaneamente si scopre che Daisy Johnson, agente S.H.I.E.L.D. dotata di poteri geocinetici, è in realtà la figlia di Mister Hyde e una prostituta di discendenze inumane, data in adozione poco dopo la nascita, la ragazza deve i propri superpoteri alla combinazione del codice genetico dei genitori.

### Dark Reign
Hyde aderisce in seguito al sindacato criminale di Hood, sorto per trarre profitto dai dissapori nati tra i supereroi in seguito all'Atto di Registrazione dei Superumani. Assieme a Firebrand, Cobra e Mauler attacca dunque Hank Pym, il Costrittore e altri membri dell'Iniziativa e, successivamente, insieme a Boomerang, Squalo Tigre e Whirlwind; tenta di manipolare il nuovo Venom al fine di impossessarsi della fortuna di Norman Osborn che, però, scopre della cosa e li sconfigge brutalmente infilando perfino una bomba in bocca a Hyde per poi minacciare che, se lo intralciassero di nuovo, li torturerà a morte e ucciderà davanti a loro tutte le persone a cui tengano.
Dopo una breve alleanza con la Legione Mortale, Hyde assiste il sindacato criminale di Hood in un assalto ai Nuovi Vendicatori.
Unitosi ai Thunderbolts, Hyde viene assegnato al Beta Team assieme a Boomerang, Shocker, Gunna e Centurius. Lasciato il gruppo diviene un signore della droga in California distribuendo una sostanza ispirata alla sua formula, le sue strade tuttavia si incrociano con quelle del nuovo Ghost Rider risultando in uno scontro a seguito del quale il suo impero criminale crolla costringendolo a fuggire e a rifugiarsi in Portogallo, dove viene successivamente contattato da sua figlia affinché la curi da un'anomalia genetica che le ha trasmesso; nonostante riesca nell'impresa e si affezioni alla ragazza, la sua natura deviata lo porta a essere nuovamente allontanato poco dopo.

## Poteri e abilità
In forma umana, il dottor Calvin Zabo è un geniale scienziato in possesso di un dottorato in ricerca medica e ampie conoscenze di biochimica e mantiene la sua intelligenza anche da trasformato.
Il processo che permette la sua trasformazione è il risultato di una formula chimica, la "Formula di Hyde", che provoca una mutazione a livello ormonale; la conseguenza della metamorfosi è un vertiginoso aumento di forza, agilità e resistenza tale per cui Hyde risulta sufficientemente potente da poter fronteggiare esseri del calibro di Thor o Hulk, nonché di piegare l'adamantio a mani nude. La forza originaria dell'essere è tuttavia stata incrementata prima da Loki e successivamente dai vari miglioramenti apportati alla formula dallo stesso Zabo.
Per passare da una forma all'altra, lo scienziato deve però ingerire periodicamente la formulacapacità di trasformazione; per evitare tutto ciò Zabo ha inventato un dispositivo simile a un orologio che inietta automaticamente la Formula di Hyde nel suo sangue premendo un pulsante.

## Altre versioni

### Era di Apocalisse
Nella realtà distopica de L'era di Apocalisse, Mister Hyde e Cobra sono esseri bestiali e cannibali noti come profanatori di cimiteri e aggressori di chiunque entri nel loro territorio.

### Elseworlds
In un crossover Elseworlds tra Batman e Devil, Mister Hyde collabora con Due Facce ad una serie di furti di tecnologia, venendo poi tradito da quest'ultimo, che gli impianta nel cervello un chip capace di ingigantirne la massa per creare un computer organico, processo alla fine del quale Hyde morirebbe; tuttavia viene salvato da Devil, che, nella persona di Matt Murdock, fa leva sulla passata amicizia con Harvey Dent persuadendolo a desistere dai suoi intenti.

### House of M
In House of M, Mister Hyde è un membro dei Signori del male di Hood, ma lascia il gruppo prima dell'attacco della Red Guard a Santo Rico divenendo, in seguito, uno scienziato dell'esercito.

### Marvel Zombi
Nell'universo di Marvel Zombi, Mister Hyde aggredisce i Figli della Mezzanotte venendo poi barbaramente ucciso dall'Uomo Cosa.

### Thor: Il Possente Vendicatore
Nella miniserie Thor: Il Possente Vendicatore, che rinarra le origini del personaggio, Mister Hyde è il criminale che viene affrontato per primo dal Dio del Tuono il quale, confuso e in preda all'amnesia, salva una ragazza dalla sua aggressione. Tale evento fa sì che Hyde sviluppi un'ossessione per l'interesse sentimentale di Thor: la giovane impiegata di museo Jane Foster.

## Altri media

### Televisione

Il "Dottore" interpretato da Kyle MacLachlan nella serie televisiva Agents of S.H.I.E.L.D.

- Mister Hyde compare nella serie animata The Marvel Super Heroes.
- Nella serie televisiva del Marvel Cinematic Universe Agents of S.H.I.E.L.D. Kyle MacLachlan interpreta un personaggio inizialmente noto solo come il "Dottore" che, in seguito, rivela di chiamarsi Calvin Johnson[47][48], ex-medico di una clinica nell'Hunan sposatosi con una donna Inumana, Jiaying, e padre di Daisy. Quando la moglie viene dissezionata e quasi uccisa da Daniel Whitehall, Calvin perde le tracce della figlia, condotta negli USA dallo S.H.I.E.L.D. e data in affidamento. Dotato di forza sovrumana grazie a un siero di sua creazione, per anni viene manipolato da Jiaying macchiandosi di azioni tanto terribili che la figlia lo allontana disgustata; nel momento in cui Coulson uccide Whitehall privandolo della sua vendetta, l'uomo colpevolizza lo S.H.I.E.L.D. delle sue sciagure ma, in seguito, realizzata la vera natura della moglie e, durante la guerra tra S.H.I.E.L.D. e Inumani, si redime uccidendola per mettere fine all'odio che la consuma. La sua memoria viene poi cancellata grazie al Progetto T.A.H.I.T.I., così che possa iniziare una nuova vita come veterinario.

### Videogiochi
- Mister Hyde è un boss del videogioco del 1996 Iron Man and X-O Manowar in Heavy Metal.
- Nel MMORPG Marvel Heroes, Mister Hyde è un boss di fine livello.
- La versione televisiva del personaggio, Cal Johnson, compare nel videogioco LEGO Marvel's Avengers[49].